# كريس ماير (منتج أفلام)
كريس ماير (بالإنجليزية: Kris Meyer)‏ هو منتج أفلام أمريكي، ولد في 1 يوليو 1969.

## وصلات خارجية
- كريس ماير على موقع IMDb (الإنجليزية)
- كريس ماير على موقع قاعدة بيانات الفيلم (الإنجليزية)